# Capricornia-Cays-Nationalpark
Der Capricornia-Cays-Nationalpark (engl.: Capricornia-Cays National Park) ist ein Nationalpark im Osten des australischen Bundesstaates Queensland.

## Lage
Er liegt auf der Höhe des Wendekreis des Steinbock (englisch Tropic of Capricorn), 60–100 km nordöstlich von Gladstone, zwischen dem Curtis Channel und dem Capricorn Channel im Südpazifik.
In der Nachbarschaft liegen die Nationalparks Curtis Island und Keppel Bay Islands.

## Landesnatur
Im Park sind eine Reihe von Koralleninseln und Korallenriffen geschützt, die für ihre Schönheit und ihre Artenvielfalt bekannt sind. Sie gehören zum Weltnaturerbe Great Barrier Reef.
Die wichtigsten Inseln sind Masthead Island, Erskine Island, Heron Island, North West Island, Tryon Island, Wilson Island, Wreck Island, One Tree Island, Hoskyn Islands, Lady Musgrave Island und Fairfax Islands. Daneben gibt es an Riffen noch das North Reef, das Fitzroy Reef und das Llewellyn Reef.

## Einrichtungen
Das Zelten ist auf North West Island im Norden der Inselgruppe und auf Lady Musgrave Island im Süden der Inselgruppe zulässig.

## Zufahrt
Die Inseln sind nur mit privaten oder Charterbooten zu erreichen. Folgende Inseln dienen nur wissenschaftlichen Zwecken und dürfen daher nicht betreten werden: Wreck Island, Hoskyn Islands und Fairfax Islands.